# 王兴西

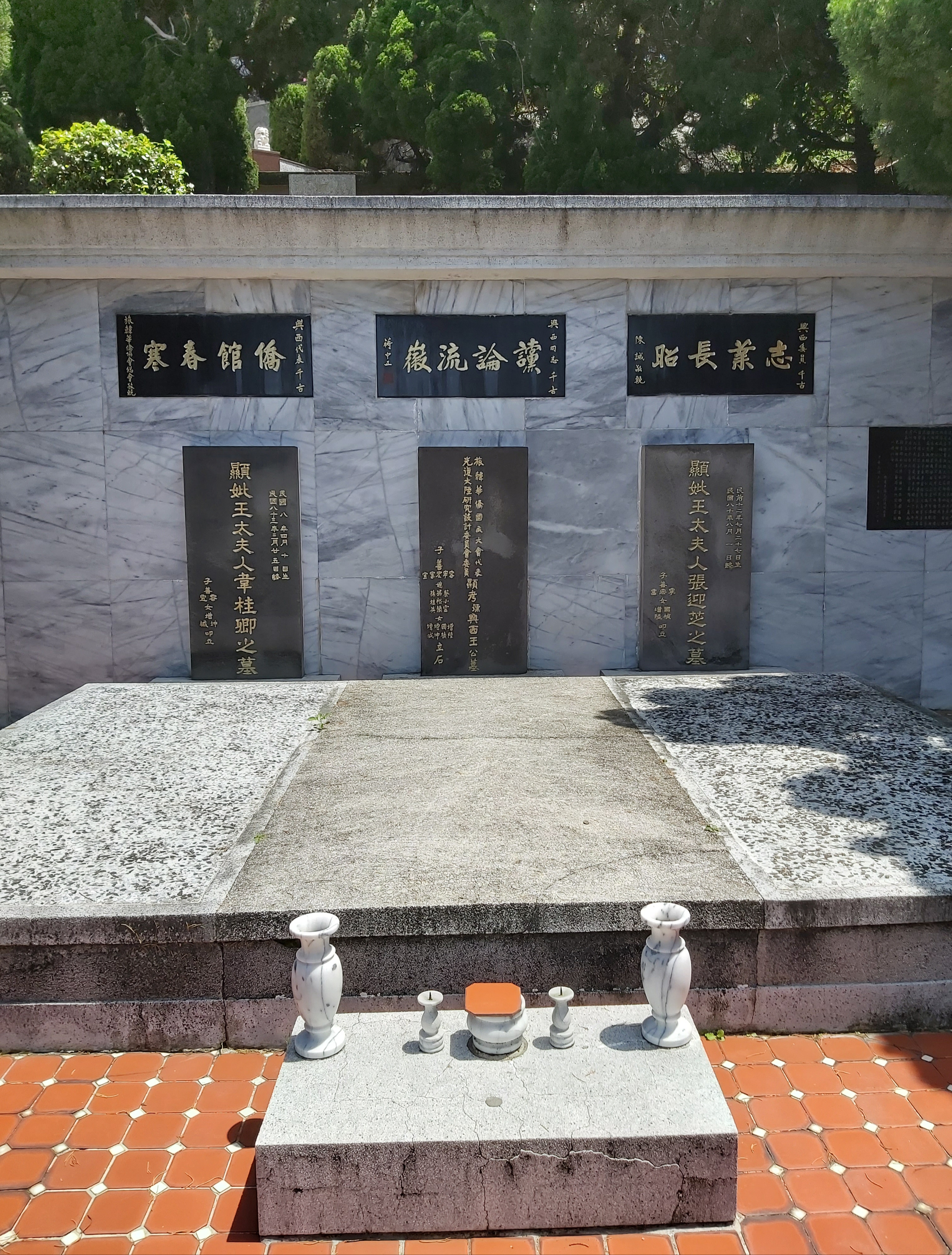
王興西與兩名妻室張迎芝、韋桂卿在臺北市北投區陽明山第一公墓的墓園。

王兴西（1900年—1964年2月17日），山东黄县（今龙口）人。王兴西为韩国华侨，曾担任过旅韩中华商会联合会常务理事、仁川华侨小学校董事、仁川荣城东经理。1948年，当选第一届国民大会侨民代表。1960年，出任韩国釜山华侨中学校董会董事长。1964年逝世。